# Wohn- und Wirtschaftsgebäude Meyenburger Damm 3
Das Wohn- und Wirtschaftsgebäude Meyenburger Damm 3 in der niedersächsischen Gemeinde Schwanewede, Ortsteil Meyenburg, stammt vom Ende des 18. Jahrhunderts. Aktuell (2025) wird es zum Wohnen und landwirtschaftlich genutzt.
Das Gebäude steht wie der Ortskern unter Denkmalschutz (siehe auch Liste der Baudenkmale in Schwanewede).

## Geschichte und Beschreibung
In einer Urkunde von 1309 werden die Rechte an eine von der Bürgerschaft der Stadt Bremen gemeinsam mit den Grafen von Stotel, Delmenhorst und Oldenburg und einigen Adelsfamilien der Region erbauten Burg festgelegt. Der älteste Siedlungsbereich zwischen der Burg und dem Geestrand besteht aus dem Meyenburger Damm mit ortstypischem Querschnitt und Kopfsteinpflaster sowie seitlicher Begrenzung durch die Laubbäume der Höfe sowie Hecken und wenige Einfriedungen sowie den giebelständigen großen Wohn- und Wirtschaftsgebäuden und Hofanlagen, zumeist in Backstein (Nr. 1, 3, 4, 7, 8, 14 bis 16, 20, 27) sowie Kirche St. Luciae, Pfarrhaus, Friedhof, Schule und Gasthaus.
Das eingeschossige giebelständige Wohn- und Wirtschaftsgebäude in relativ gleichmäßigem Fachwerk mit Steinausfachungen als Zweiständer-Hallenhaus mit reetgedecktem Krüppelwalmdach, Uhlenloch und Grooter Door mit geradem Abschluss stammt von um 1790. Die Traufseiten wurden massiv in Backstein ersetzt. Hinter dem Gebäude steht ein neueres Wohnhaus.
Das Landesdenkmalamt befand u. a.: „… typisches Hallenhaus des späten 18. Jahrhunderts in Zweiständerkonstruktion …“